# Superdelegat
Un superdelegat, a la política nord-americana, és un delegat d'una convenció de nominació presidencial que, a diferència dels altres delegats, té llibertat per votar pel candidat que prefereixi durant la convenció nacional del partit.
A les Convencions Nacionals Demòcrates, els superdelegats — descrits en les regles formals del partit com la categoria de líders del partit i funcionaris electes ( PLEO ) — representen una mica menys del 15% de tots els delegats de la convenció. Abans del 2018, els superdelegats demòcrates eren lliures de donar suport a qualsevol candidat a la nominació presidencial en totes les rondes de votació. Això contrasta amb els delegats compromesos, que van ser seleccionats en funció de les primàries presidencials del partit i els caucus de cada estat dels Estats Units, en què els votants trien entre els candidats per a la nominació presidencial del partit. El 2018, el Comitè Nacional Demòcrata va reduir la influència dels superdelegats prohibint de votar en la primera votació a la Convenció Nacional Demòcrata, permetent-los votar només en una convenció impugnada.
El 2024, el Comitè Nacional Demòcrata va votar a favor d'adoptar noves regles que permetien als superdelegats votar durant la recollida de signatures i en la primera votació d'una convocatòria virtual per a la nominació presidencial, fins i tot sense que un candidat aconseguís la majoria dels delegats de la convenció utilitzant només els compromisos. delegats, que van ser guanyats pel candidat durant el procés de primàries.
A les Convencions Nacionals Republicanes, tres líders del Partit Republicà de cada estat, territori i Washington DC s'asseuen automàticament com a delegats, però es comprometen a votar segons els resultats de les primàries presidencials de la branca del seu partit almenys a la primera votació.